# أودو بلوتز
أودو بلوتز (بالألمانية: Udo Bölts) مواليد 10 أغسطس 1966 في رودآلبن، ألمانيا، هو دراج ألماني سابق في صنف سباق الدراجات على الطريق.

## سجل النتائج

### سباقات أو مراحل فاز بها
- طواف سويسرا
- طواف إيطاليا

## روابط خارجية
- أودو بلوتز على موقع أرشيف الدراجات (الإنجليزية)
- أودو بلوتز على موقع إحصائيات الدراجات الإحترافية (الإنجليزية)
- أودو بلوتز على موقع CycleBase (الإنجليزية)
- Team Gerolsteiner profile